# Municipio de Jackson (condado de Randolph, Indiana)
El municipio de Jackson (en inglés: Jackson Township) es un municipio ubicado en el condado de Randolph en el estado estadounidense de Indiana. En el año 2010 tenía una población de 619 habitantes y una densidad poblacional de 7,86 personas por km².

## Geografía
El municipio de Jackson se encuentra ubicado en las coordenadas 40°16′24″N 84°51′10″O / 40.27333, -84.85278. Según la Oficina del Censo de los Estados Unidos, el municipio tiene una superficie total de 78.77 km², de la cual 78,62 km² corresponden a tierra firme y (0,18 %) 0,15 km² es agua.

## Demografía
Según el censo de 2010, había 619 personas residiendo en el municipio de Jackson. La densidad de población era de 7,86 hab./km². De los 619 habitantes, el municipio de Jackson estaba compuesto por el 97,25 % blancos, el 0,16 % eran afroamericanos, el 0,32 % eran amerindios, el 0,48 % eran asiáticos, el 0,48 % eran de otras razas y el 1,29 % eran de una mezcla de razas. Del total de la población el 1,13 % eran hispanos o latinos de cualquier raza.